# Bevertalsperre
De Bevertalsperre is een stuwmeer in de rivier Bever, een zijrivier van de Wupper. Het meer is gelegen nabij de stad Wipperfürth in Hückeswagen in het Bergische Land in het Oberbergische Kreis, Noordrijn-Westfalen. De dam werd tussen 1896 en 1898 aangelegd.